# کریستین آلبرس
کریستین آلبرس (هلندی: Christijan Albers؛ زادهٔ ۱۶ آوریل ۱۹۷۹) اتومبیل‌ران فرمول ۱ اهل هلند است. وی از سال ۲۰۰۵ تا ۲۰۰۷ در مسابقات فرمول یک شرکت می‌کرده است.